# Марковская республика
Марковская республика — крестьянское самоуправление, установленное во время Первой русской революции на территории Марковской волости Волоколамского уезда Московской губернии.
Республика просуществовала с осени 1905 до лета 1906 года.

## Предыстория
Марковская волость, находившаяся в 150 километрах к западу от Москвы, включала в свой состав пять больших селений: Марково, Корневское, Дулепово, Фроловское, Стрешневы Горы и другие с населением более 6 тысяч человек. Природно-климатические условия для земледелия были неблагоприятными: из-за бедности почвы крестьяне были вынуждены покупать хлеб и занимать у помещиков зерно для собственного прокорма. Такое положение дел вынуждало многих крестьян выезжать на сезонные заработки в Москву или Петербург, а также заниматься ткацким и шорным промыслами.
После реформы 1861 года ситуация не претерпела значительных изменений. Земля была поделена таким образом, что крестьянскому населению достались весьма небольшие наделы, причём часто перемежающиеся помещичьими, что вынуждало крестьян арендовать последние по высоким ценам.
Однако, благодаря деятельности местных агрономов и учителей, к 1900-м годам волость стала считаться развитой. Так, например, уровень грамотности в волости превышал средний по России, а в сельском хозяйстве практиковались более развитые его методы. Начиная с апреля 1901 года, когда на ткацкой фабрике увенчалась успехом двухмесячная забастовка трёхсот ткачей за повышение платы и улучшение бытовых условий, в Марковской волости начинается брожение среди крестьян.

## Создание республики
Летом 1905 года, после состоявшегося в Москве съезда Крестьянского союза, старшиной волости был избран Иван Иванович Рыжов — бывший там, наряду с местным учителем В. Н. Никольским, волостным делегатом. Пользуясь своим положением, Рыжов помогал распространять информацию о происходивших в стране событиях, революционную литературу, и начал организовывать крестьянскую дружину.
Охватывавшие Россию рабочие и крестьянские восстания и волнения вызвали солидарный отклик у населения волости. 31 октября 1905 года был созван сельский сход для принятия решения по важнейшим вопросам внутренней жизни как волости, так и страны в целом. Помимо крестьян Марковской волости на сход пришли жители нескольких соседних деревень Московской и Тверской губерний.
На сходе агрономом А. А. Зубрилиным был зачитан крестьянский «Приговор» — перечень требований из двенадцати пунктов, подготовленный Крестьянским союзом. Документ содержал требования об уничтожении сословного неравенства, о свободе слова, печати и собраний, о бесплатном обучении всех детей и неприкосновенности личности. Также было указано требование созыва народной Думы, которой должны стать подотчётны министры и государственные чиновники.
После бурных дебатов было принято решение более не подчиняться царской власти: провозгласить республику, прекратить выплату налогов и отправку новобранцев в армию. Президентом республики был избран крестьянин Пётр Алексеевич Буршин, кроме него в правительство вошли волостной старшина И. И. Рыжов, учитель В. Н. Никольский и крестьяне З. И. Соколов и Г. З. Соколов, Трубецкой. Спустя месяц существования Марковской республики к «Приговору» были добавлены требования о свержении самодержавия и созыве Учредительного собрания.

## Марковская республика
Помещичьи земли были экспроприированы и поделены между крестьянами, с выделением места под общественные нужды. Была организована вырубка деревьев для ремонта общественных амбаров и мостов. В республике открылся фельдшерский пункт.
9 ноября 1905 года соседние Марковской республике волоколамские ткачи начали забастовку с требованием повышения платы и сокращения рабочего дня. Когда же бастующие лишились всех средств к существованию, марковские крестьяне в знак солидарности снарядили для них обоз с продовольствием (двадцать возов картошки и два с рожью, коноплёй и с квашеной капустой). Были установлены связи и с другими фабричными комитетами в округе.
В конце июля 1906 года Марково посетил профессор истории чикагского университета Джордж Браксель.

## Падение республики
После поражения вооружённого восстания в Москве старый порядок был восстановлен и в Марковской волости. Была арестована часть местной интеллигенции. Так, в конце декабря был арестован А. А. Зубрилин, писатель С. Т. Семёнов — выслан из страны, И. И. Рыжов — отправлен в ссылку в Тобольскую губернию.
В июле 1906 года на территорию волости вошла полиция, и республика прекратила своё существование. Репрессиям подверглось более трёхсот крестьян, однако это не остановило пассивное сопротивление: распоряжения властей не выполнялись, назначенные чиновники игнорировались, а на помещичьих владениях часто происходили пожары. Датой ликвидации республики считается 18 июля по старому стилю.